# St. Pankratius (Sondernau)

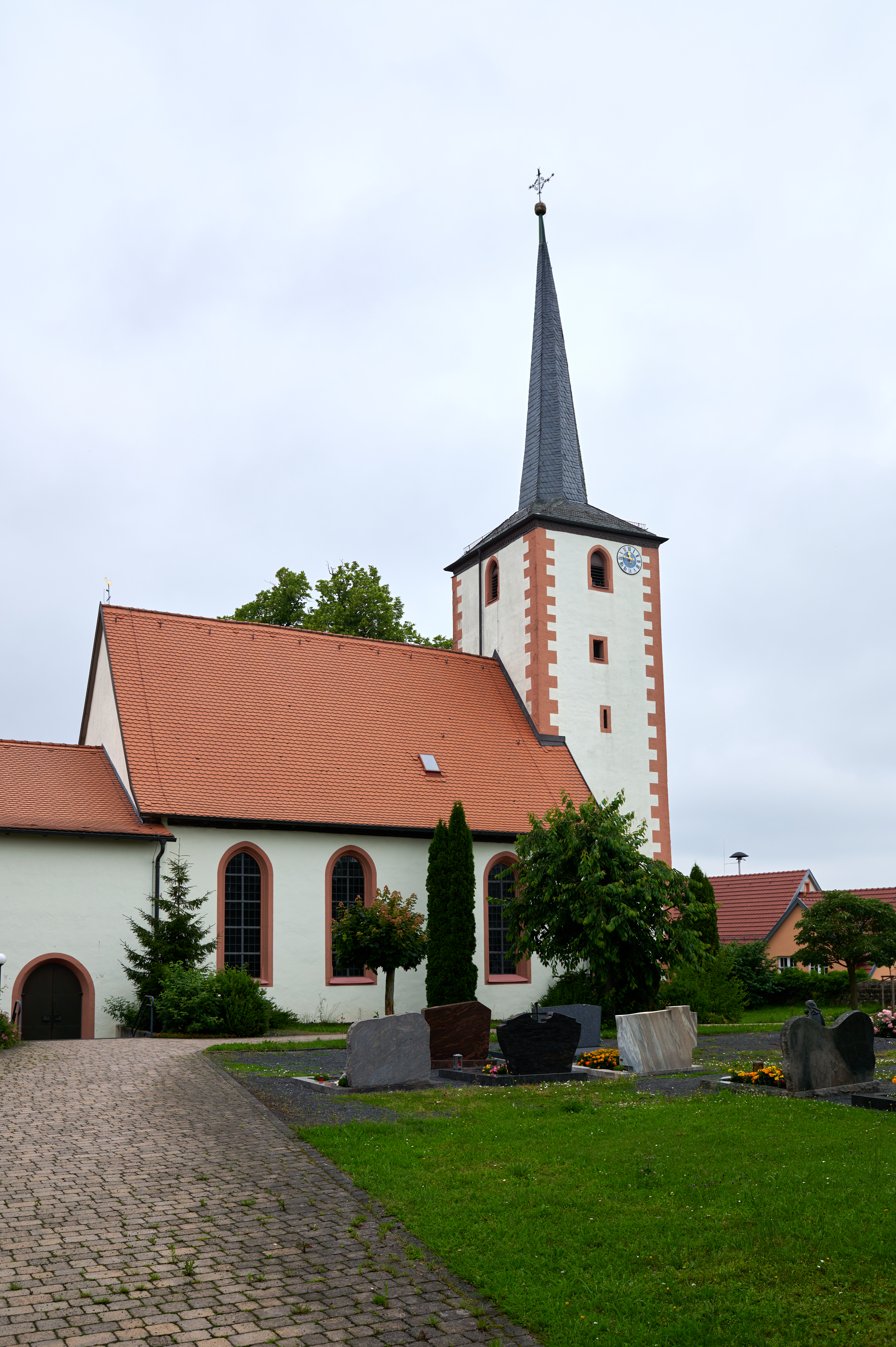
Die Kirche in Sondernau

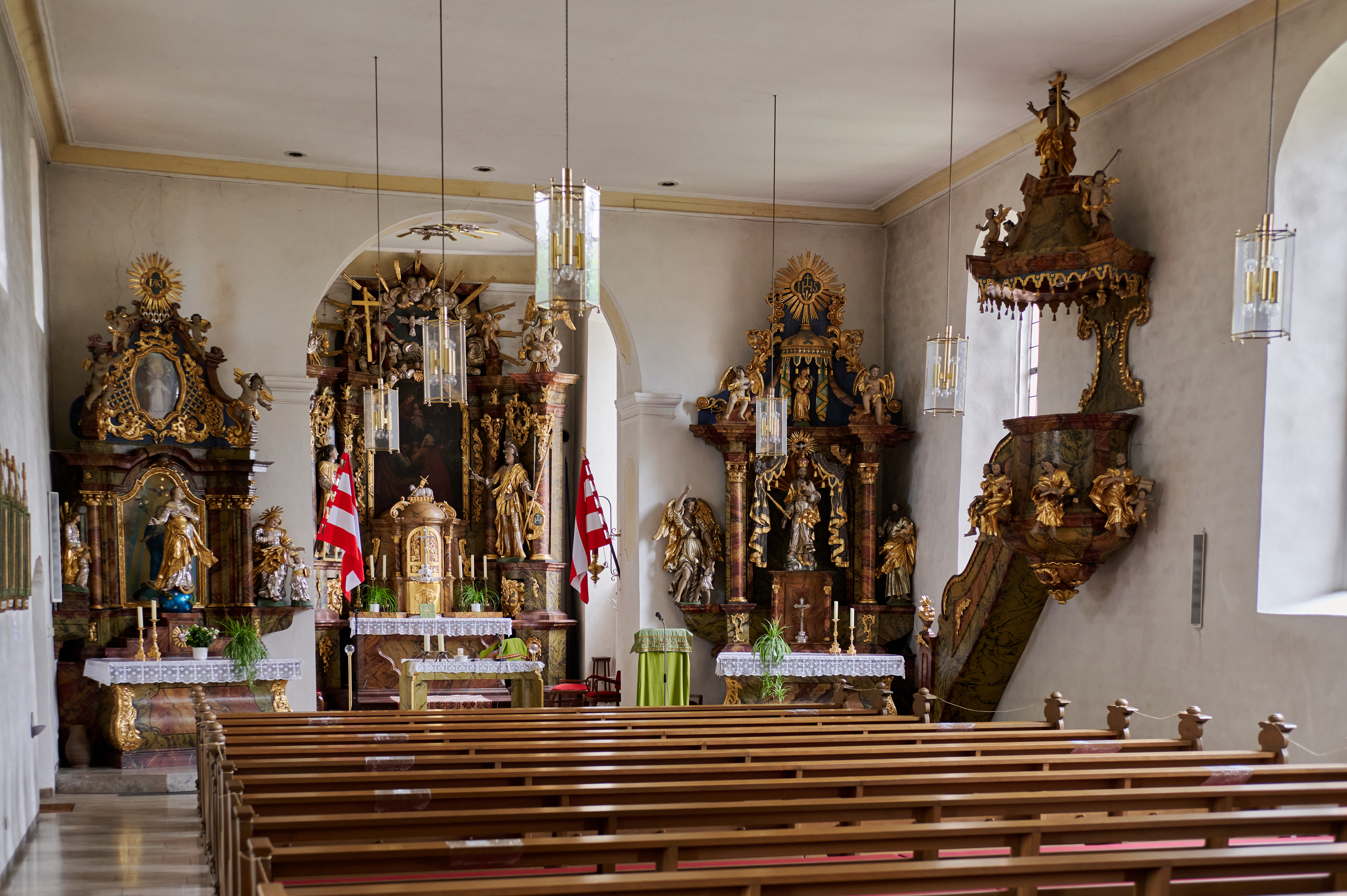
Inneres der Kirche

Die dem heiligen Pankratius geweihte römisch-katholische Kirche St. Pankratius ist die Dorfkirche von Sondernau, einem Ortsteil des in Unterfranken gelegenen Marktes Oberelsbach. Sie gehört zu den Baudenkmälern von Oberelsbach und ist unter der Nummer D-6-73-149-24 in der Bayerischen Denkmalliste registriert. Sondernau ist ein Teil der Pfarreiengemeinschaft „Immanuel in der Hohen Rhön“.

## Geschichte
Sondernau war eine Filiale von Oberelsbach. Der  Kirchturm entstand bereits im Mittelalter. Seine Erhöhung und der Bau des Langhauses erfolgten im Jahr 1600 unter dem Würzburger Fürstbischof Julius Echter von Mespelbrunn.

## Beschreibung und Ausstattung
Der Kirchturm, ein Julius-Echter-Turm mit spitzem Dach, steht als Chorturm im Osten. Das Langhaus besitzt drei Fensterachsen. Langhaus und Chorraum sind flachgedeckt.
Die gesamte heutige Inneneinrichtung der Kirche stammt aus der Zeit um 1750. Zu ihr zählen ein Hochaltar mit Figuren des Hl. Pankratius und des Hl. Laurentius, eine Kanzel, ein Taufbecken und eine Glocke.